# Hughes Tool Company

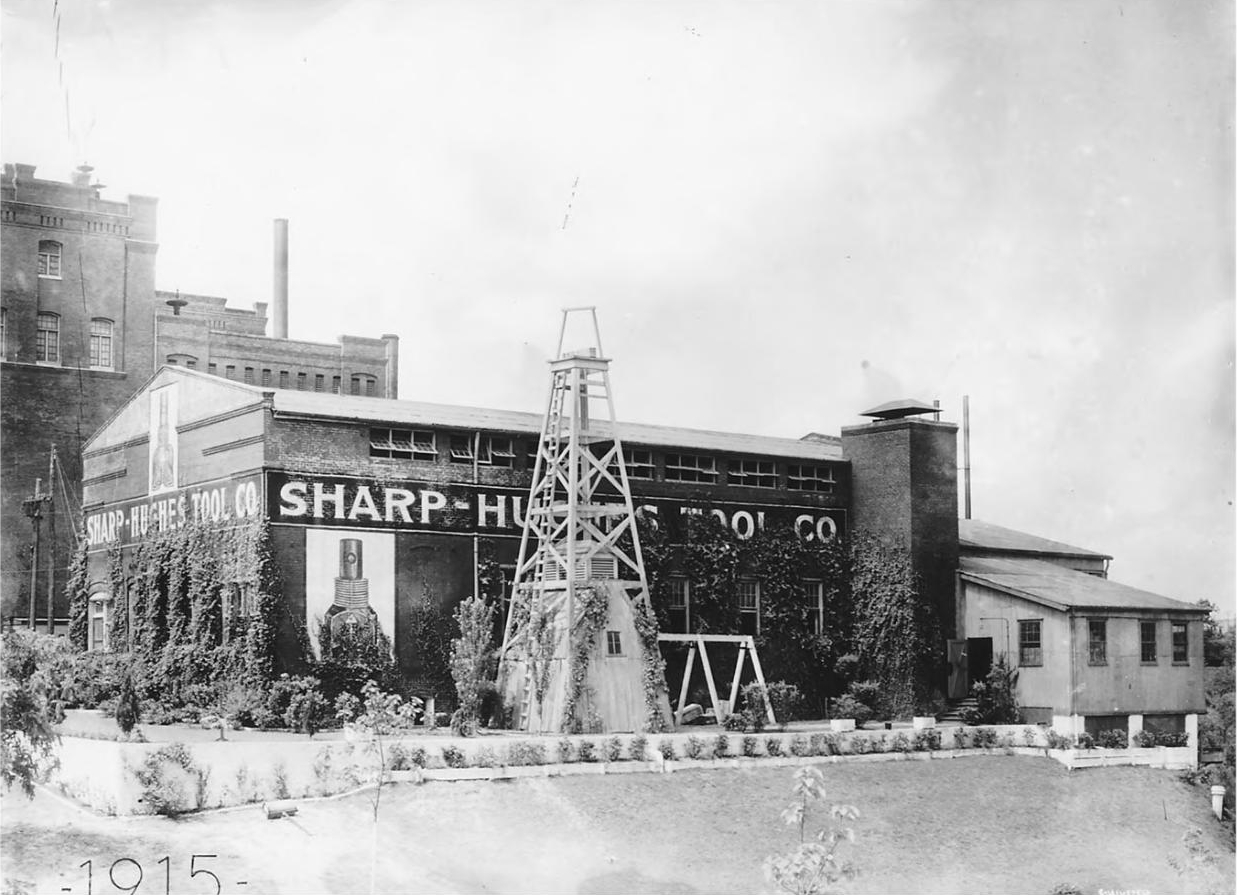
Die Sharp-Hughes Tool Company, bevor sie zu Hughes Tool Company umbenannt wurde.

Die Hughes Tool Company wurde 1909 von Howard Robard Hughes Sr. gegründet. Anfänglich stellte sie hauptsächlich Spezialbohrköpfe her, erweiterte ihr Produktspektrum jedoch kontinuierlich. Mit dem Tod von Hughes Senior ging die Firma in den Besitz seines Sohnes Howard Hughes Junior über, der damals noch Student der Rice University war.
1932 gründete Howard Hughes Junior die Tochtergesellschaft Hughes Aircraft. 1936 wurde Hughes Aircraft schließlich von der Mutterfirma losgelöst.
1972 wurde die Werkzeugsparte der Hughes Tool Company verkauft. Während die Werkzeugsparte weiter unter dem Namen Hughes Tool Company operierte, wurde der verbliebene Firmenrest in Summa Corporation umbenannt.
1987 fusionierten die Hughes Tool Company und Baker International zu Baker Hughes.